# Komořany na Moravě
Komořany (deutsch Gundrum) ist eine Gemeinde in Tschechien. Sie liegt drei Kilometer nordöstlich von Rousínov und gehört zum Okres Vyškov.

## Geographie
Das Straßendorf Komořany befindet sich am südlichen Fuße des Drahaner Berglandes in der Vyškovská brázda (Wischauer Tor). Das Dorf erstreckt sich rechtsseitig des Flüsschens Rakovec gegenüber der Einmündung des Baches Dražovický potok. Südöstlich erheben sich in den Ausläufern der Litenčické vrchy die Malé Strany (312 m). Am westlichen Ortsrand verläuft die Bahnstrecke Brno-Přerov, die dortige Bahnstation trägt die Bezeichnung Komořany u Vyškova. Östlich des Ortes führt die Autobahn D 1 vorbei; die nächste Abfahrt 216 Rousínov liegt vier Kilometer südwestlich.
Nachbarorte sind Tučapy im Norden, Zvonovice im Nordosten, Lysovice und Podbřežice im Osten, Dražovice im Südosten, Němčany und Čechyně im Süden, Rousínov im Südwesten, Královopolské Vážany im Westen sowie Habrovany im Nordwesten.

## Geschichte

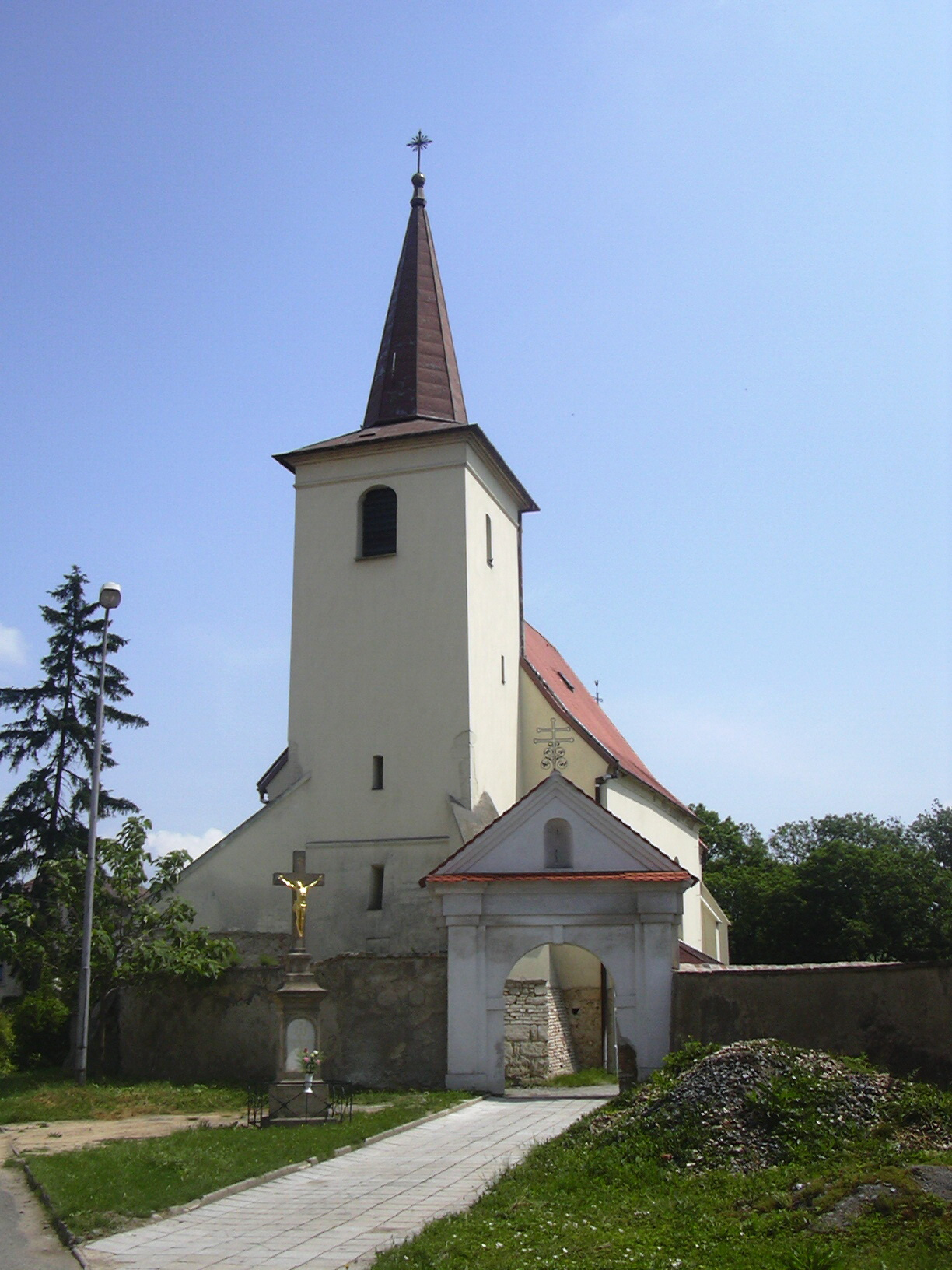
Kirche St. Barbara

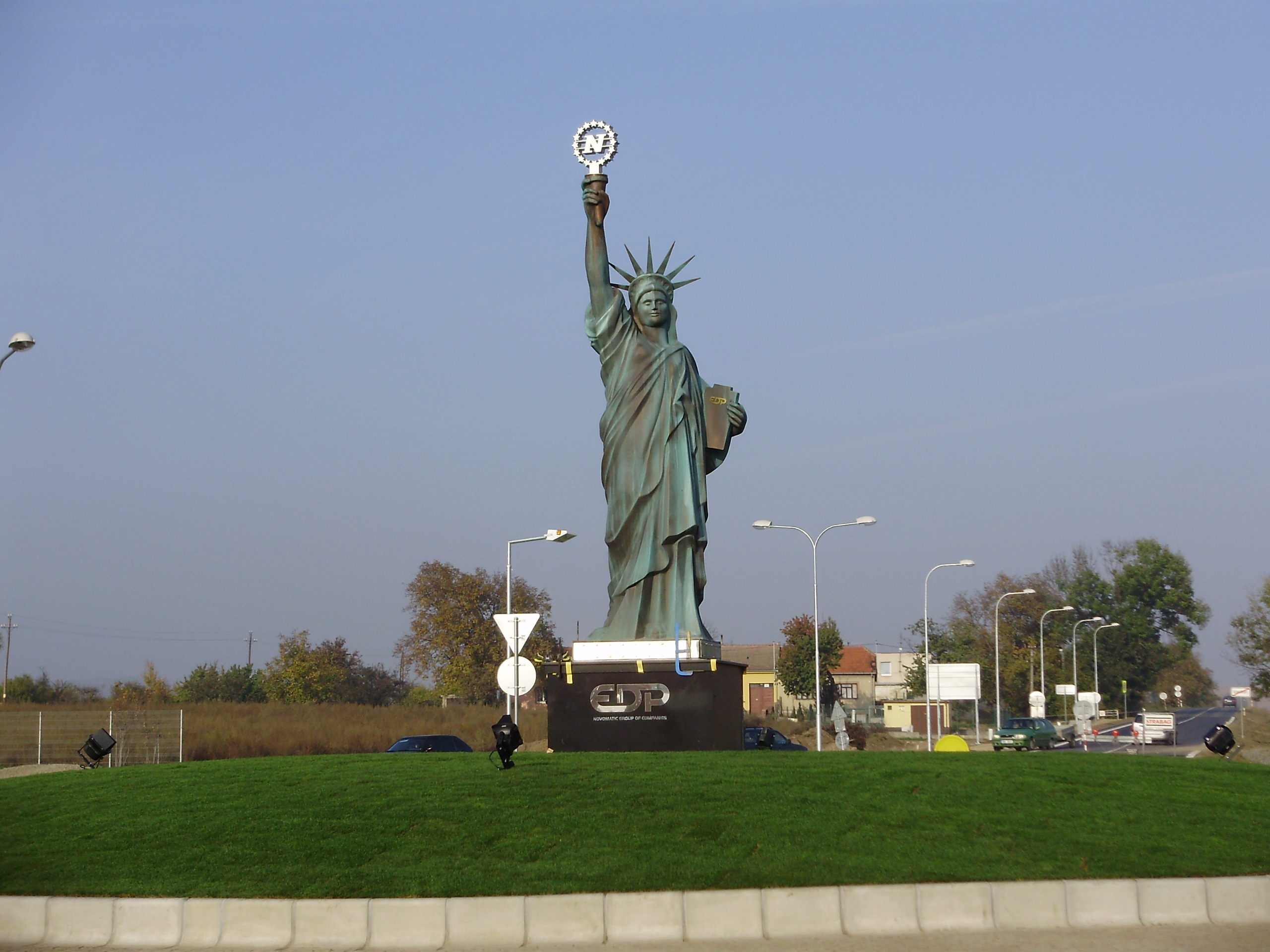
Freiheitsstatue

Archäologische Funde belegen eine frühzeitliche Besiedlung des Gemeindegebiets. Dazu gehören ein Gräberfeld der Schnurkeramikkultur vom Ende des 3. Jahrtausends v. Chr., eine keltische Siedlungsstätte aus dem 3. Jahrhundert v. Chr. und eine germanische Siedlung vom Ende des 2. Jahrhunderts.
Die erste schriftliche Erwähnung des Dorfes erfolgte im Jahre 1340 in einer Urkunde Karls von Uherčice über den Verkauf von drei Huben des Klosters Vilémov, bei der Strzeiesewoy dictus Holub de Comurzan (Střezivoj Holub z Komořan) als Zeuge auftrat. Er entstammte einer alten Tachauer Familie und war im Gefolge Heinrichs von Leipa nach Mähren gelangt. 1347 vermachte Střezivoj Holub seinen Besitz in Comurzan einschließlich der Feste, der Kirche und dem Kirchpatronat dem Altbrünner Zisterzienserinnenkloster Aula Sanctae Mariae. Im darauffolgenden Jahr ist erstmals die deutsche Namensform Gundrams überliefert. Zu dieser Zeit war der Ort eine befestigte Marktsiedlung. Im 15. und 16. Jahrhundert erlangte Gundrum eine wirtschaftliche Blüte und gehörte zur deutschsprachigen Wischauer Sprachinsel. Zu den Privilegien des Ortes gehörte die Führung eines Wappens, das eine Sense und Pflugschar zeigte und an den Seiten die Initialen MG (Marktgemeinde Gundrum) trug. Am Ortseingang befand sich ein wuchtiges Mauttor. Bei dem Städtchen ist seit 1459 ein Fischteich nachweisbar, der Jeroným von Pivín gehörte. Um 1616 legte ein Großfeuer das gesamte Städtchen einschließlich Kirche und Pfarrhaus in Schutt und Asche. Der nachfolgende Dreißigjährige Krieg und insbesondere der Einfall der Schweden führten zu einem weiteren Niedergang des Ortes. Nach Kriegsende waren 17 der 51 Häuser ruiniert. Die Pfarre erlosch in dieser Zeit und zwischen 1652 und 1658 war Gundrum nach Alt Raußnitz gepfarrt. Die Wiederbesiedlung des Städtchens erfolgte durch Deutsche, während große Teile der Sprachinsel in dieser Zeit tschechischsprachig wurden. Im Jahre 1658 erneuerte das Bistum Olmütz nach Eingaben der Bürger die Pfarre in Gundrum und besetzte sie mit Zisterziensern aus dem Kloster Hohenfurth. Am 12. Januar 1782 endete mit der Aufhebung des Altbrünner Königinklosters die 435-jährige Untertänigkeit von Gundrum gegenüber dem Zisterzienserkloster. Die Klostergüter fielen dem Religionsfonds zu, der sie 1825 an Franz Ritter Haintl verkaufte. Im Jahre 1791 lebten in der Marktgemeinde 469 Menschen. Am Übergang vom 18. zum 19. Jahrhundert wurden in Gundrum kaiserliche Truppen der Regimenter Colloredo, Lobkowicz und Mitrovský einquartiert. Ein Teil davon blieb dauerhaft stationiert. Während der Napoleonischen Kriege zogen Kolonnen der russischen und französischen Armeen auf dem Weg gen Wien durch das Dorf. Nach Ausbruch der Schlacht bei Austerlitz flüchteten die Bewohner von Gundrum in die Berge des Drahaner Berglandes. In den Jahren 1832 und 1840 brachen in dem Städtchen zwei Großbrände aus. Gundrum hatte im Jahre 1834 513 Einwohner. Franz Ritter Haintl jun., der die Herrschaft Altbrünn 1839 von seinem gleichnamigen Vater geerbt hatte, verkaufte diese 1843 an Eduard Heinrich Fürst zu Schönburg-Hartenstein.
Nach der Aufhebung der Patrimonialherrschaften bildete Gundrum ab 1850 eine Gemeinde in der Bezirkshauptmannschaft Wischau. 1854 hatte der Markt 619 Einwohner. Am 9. Juli 1857 verwüstete ein Großbrand den Ort, dabei wurden 84 Häuser und 30 Scheuern vernichtet. 1866 schleppten preußische Truppen die Cholera ein, an deren Folgen 35 Einwohner und ein preußischer Soldat verstarben. Weitere Besitzer der Güter waren ab 1872 Alexander Fürst zu Schönburg-Hartenstein und ab 1896 dessen Sohn Alois Schönburg-Hartenstein. Im Jahre 1930 hatte Gundrum 657 Einwohner, die mehrheitlich der deutschen Volksgruppe angehörten. Im selben Jahre wurde die Existenz der deutschen Grundschule in Frage gestellt und Gegenstand einer Parlamentsdebatte. Nach der deutschen Besetzung wurden im Jahre 1939 die tschechischen Familien aus Gundrum ausgesiedelt. Die deutsche Bevölkerung wurde nach dem Zweiten Weltkrieg vertrieben und der Ort mit Tschechen aus dem Drahaner Bergland, deren Häuser durch den Truppenübungsplatz Wischau unbewohnbar geworden waren, neu besiedelt. Bereits 1945 entstand in Komořany eine tschechische Schule, in die anfänglich lediglich sieben Kinder aus Čechyně eingeschult waren. 1947 lebten in Komořany 620 Menschen. Im Jahre 1964 wurde Komořany mit Podbřežice zu einer Gemeinde Komořany-Podbřežice zusammengeschlossen. Diese löste sich 1990 wieder auf. Neben metall- und holzverarbeitenden Unternehmen ist die European Data Project s.r.o. größter Arbeitgeber in Komořany. Im Jahre 2002 errichtete die Tochtergesellschaft der österreichischen Novomatic Group of Companies in Rousínov eine weitere Betriebsstätte. Seit 2001 führt die Gemeinde Komořany Wappen und Banner. Das Pfarrhaus wurde im Jahre 2008 saniert. Im selben Jahre wurde im Zentrum eines neu eingerichteten Kreisverkehrs eine verkleinerte Nachbildung der Freiheitsstatue aufgestellt, die das Logo der Novomatic trägt. Gefertigt wurde die Figur in Österreich.

## Bevölkerungsentwicklung
| Volkszählung | Einwohner | davon Deutsche | davon Deutsche | davon Deutsche |
| 1880         | 525       | 300            |                |                |
| 1890         | 496       | 418            |                |                |
| 1900         | 499       | 431            |                |                |
| 1910         | 520       | 489            |                |                |
| 1921         | 541       | 286            |                |                |
| 1930         | 657       | 395            |                |                |
| 1991         | 621       | -              |                |                |
| 2001         | 652       | -              |                |                |

## Gemeindegliederung
Für die Gemeinde Komořany sind keine Ortsteile ausgewiesen.

## Sehenswürdigkeiten

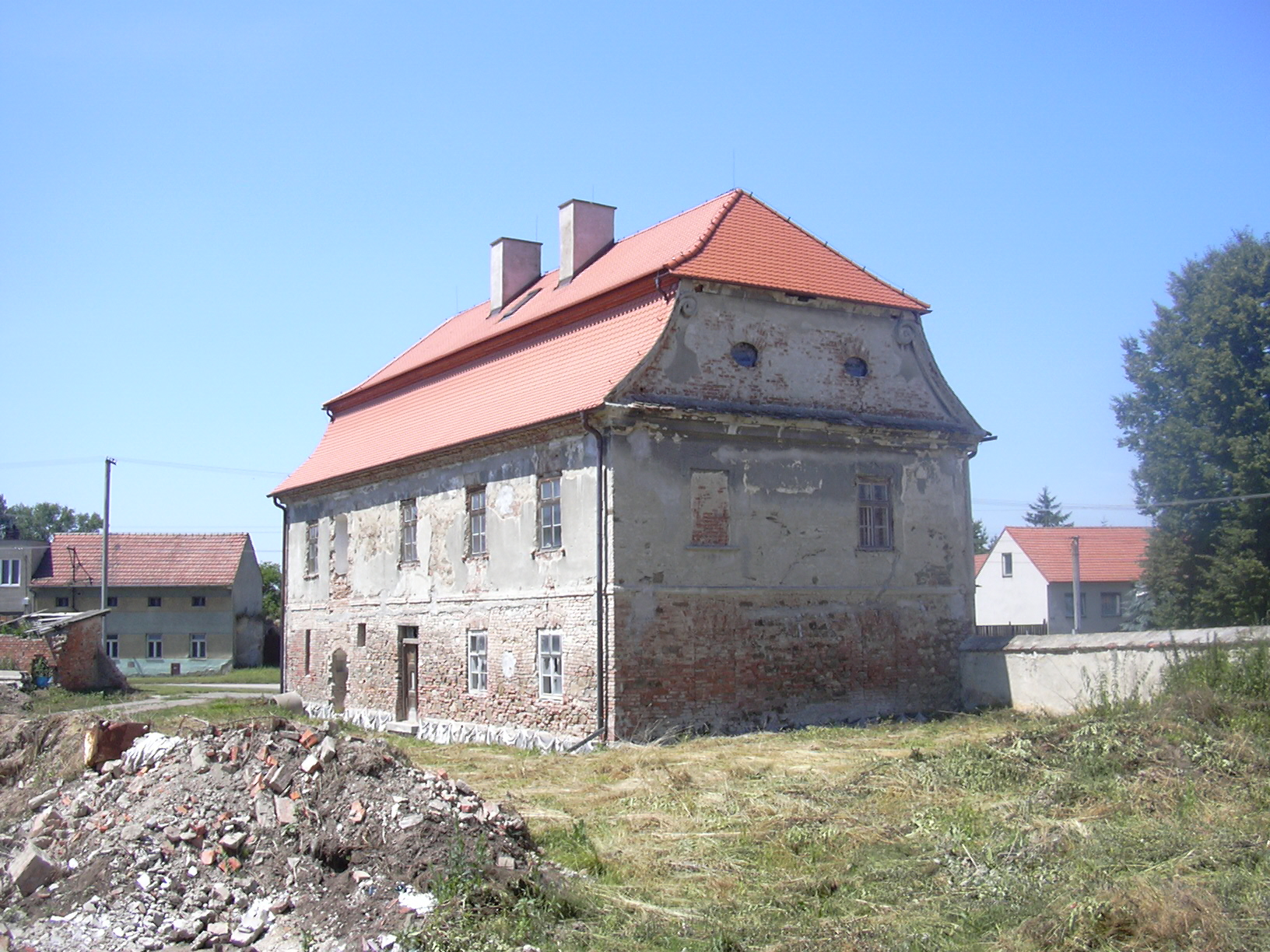
Pfarrhaus

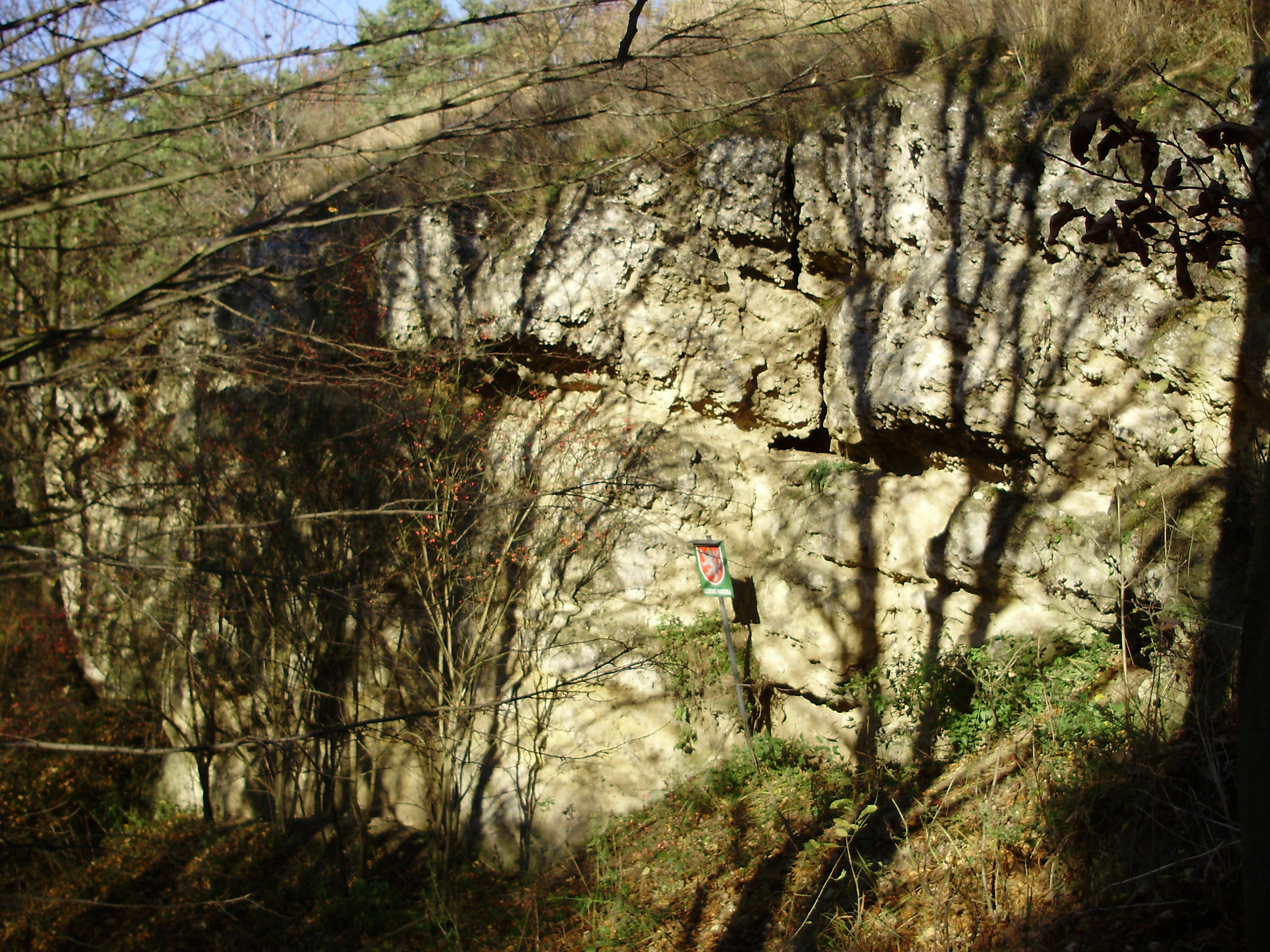
Mechovkový útes

- neogotische Kirche der hl. Barbara, sie wurde 1804 auf den Grundmauern eines aus dem 14. Jahrhundert stammenden Vorgängerbaus errichtet
- Pfarrhaus, erbaut 1821
- barocke Statuen des hl. Johannes von Nepomuk und Florian, geschaffen im 18. Jahrhundert
- Denkmal der Befreiung, geschaffen 1975 von Brünner Künstler Vladimír Martínek
- Freiheitsstatue mit Symbol des Unternehmens European Data Project s.r.o., 2008 im Zentrum eines neuen Kreisverkehrs aufgestellt
- Naturschutzgebiet Stepní stráň u Komořan am Westhang der Malé Strany
- Naturdenkmal Mechovkový útes bzw. Štogrunty an den Malé Strany